# Institut français de Birmanie
Pour les articles homonymes, voir IFB.
L'Institut français de Birmanie (IFB) est un établissement culturel situé à Rangoun et dépendant du ministère des Affaires étrangères français.

## Historique
L’Alliance française de Rangoun a été créée en 1961. Auparavant hébergée sur le même site que la chancellerie diplomatique, la structure déménage en 1993 dans des bâtiments autonomes, au 340 Pyay Road. En 2001, elle devient un Centre culturel et de coopération linguistique (CCCL) même si l'ancienne dénomination, à laquelle elle doit sa notoriété locale, reste utilisée. Au 1er janvier 2011, elle est rebaptisée, à la suite de la réforme du réseau culturel français à l’étranger, Institut français de Birmanie (IFB).

## Mission
Les missions de l'IFB sont l'enseignement du français et le rayonnement culturel de la France en Birmanie. Mais l’Institut jouit d’une situation unique, non seulement à l’échelle de la capitale mais également à celle de la Birmanie dans son ensemble. Dans un contexte politique spécifique, il excède largement ses missions traditionnelles et intègre une importante dimension de défense des droits de l'homme et de la liberté d'expression.

### L'enseignement du français
L'Institut français de Birmanie possède une mission d'enseignement de la langue française. Il possède plusieurs niveaux de formation et prépare aux examens du DELF/DALF. Il a accueilli 447 étudiants en 2010-2011.

### La programmation culturelle
L'IFB constitue le seul centre culturel du pays à offrir une programmation artistique régulière, à raison de deux ou trois évènements par mois. Valorisant l'approche française de la culture en privilégiant l'échange et l'interaction avec la société birmane, il encourage les courants émergents de la jeune scène artistique birmane.
Sa programmation possède notamment trois évènements récurrents :

#### Yangon Photo Festival (YPF)
En février, le Yangon Photo Festival récompense les meilleurs photoreportages issus des ateliers photos s'étant déroulés tout au long de l'année.

#### Concours national de la chanson francophone (CNCF)
Au printemps, le CNCF propose aux participants de concourir dans l'interprétation de célèbres chansons françaises.

#### La Fête de la Musique
Chaque année au mois de juin, l'IFB accueille des artistes birmans et français à l'occasion d'un grand concert festif.

### Échanges universitaires
L'IFB est le point d'entrée des étudiants birmans souhaitant suivre un cursus universitaire en France. Il coordonne en outre les partenariats universitaires entre établissements d'enseignement supérieur français et birmans.

### Recherche
L'IFB met un bureau à la disposition des chercheurs de passage et joue un rôle de facilitateur dans leurs relations avec les autorités birmanes.

### Médiathèque Le Petit Prince
Le fonds de la médiathèque se compose d'environ 12 000 livres, 1300 DVD, 900 CD et 70 CD-ROM. Le centre est par ailleurs abonné à plus de 30 périodiques. Une partie du fonds est constituée d'ouvrages consacrés aux études birmanes. Une salle attenante est destinée au multimédia.